# 931 Whittemora
931 Whittemora
931 Whittemora là một tiểu hành tinh bay quanh Mặt Trời.